# Castell de Castlelost
El castell de Castlelost (en anglés: Castlelost Castle; en irlandés: Caisleán Loiste) és un castell en ruïnes situat al nord de Rochfortbridge, al comtat de Westmeath (Irlanda). El castell es remunta als temps de la Invasió normanda d'Irlanda. Els únics vestigis visibles són la torre en ruïnes i una petita mota.